# François Delecour
François Delecour (* 29. srpna 1962, Cassell v severní Francii) je francouzský automobilový soutěžní jezdec, fanouškům se vryl do paměti nejen svou rychlostí, ale i svým spontánním a velmi emotivním chováním, svými soustředěnými grimasami během jízdy a věčně vyhrnutými rukávy. Poprvé přišel do styku se světem rallye, když se poblíž města Cassell konala Rallye de Routes. François se pro rallye nadchl, cestoval po nejbližších závodech MS a zatoužil stát se také soutěžním pilotem.

## Kariéra

### Začátky
V roce 1981 tak posadil na horké sedadlo spolujezdce svou tehdejší přítelkyni Anne-Chantal Pauwels a zúčastnil se Rallye de Picardie s vozem Autobianchi A112. Následovaly další starty během nichž vyzkoušel i Peugeot 104 ZS či Talbot Samba. S Talbotem si v roce 1984 odbyl i svou premiéru v MS na Rallye Monte Carlo 1984 (67. místo). V následujícím roce se rozhodl přihlásit do poháru Peugeotu, kde na sebe poprvé výrazně upozornil. Byl vyhlášen talentem roku a pro sezonu 1987 získal tovární podporu týmu Peugeot Sport. Sezonu pak absolvoval se střídavými úspěchy a tím pro něho první působení v Peugeotu skončilo. Peugeot neměl po konci skupiny B žádný vůz pro vrcholnou kategorii v MS, a tak Delecourovi neměl co nabídnout. Netrvalo však dlouho a po „hluché“ sezoně se soukromým BMW M3 se v roce 1989 do Peugeotu vrátil. S modelem 309 GTi a spolujezdcem Christianem Tilberem absolvoval dvě kompletní sezony francouzského mistrovství a vynikajícími výsledky (např. 9. v Monte Carlu) na sebe opět upoutal pozornost významných lidí.

### Ford
V roce 1991 se Delecourovi splnil sen, když se dostal do továrního týmu Ford M-Sport. Spolujezdkyní se stala opět Anne-Chantal. Hned při své premiéře s továrním Fordem Sierra Cosworth RS 4x4 na Rallye Monte Carlo 1991 dlouho vedl, ale nakonec kvůli poškozenému zavěšení závod dokončil na 3. místě. Na tento výsledek několikrát navázal i ve zbytku sezony. V roce Mistrovství světa v rallye 1992 Anne-Chantal vystřídal Daniel Grataloup, se kterým až na výjimky absolvoval zbytek své kariéry. V této sezoně bylo po smolném odstoupení z prvního místa v Portugalsku nejlepším výsledkem 2. a 3. místo z Korsiky a San Rema.
Pro sezonu Mistrovství světa v rallye 1993 Ford připravil novinku v podobě Fordu Escort RS Cosworth, se kterým Delecour prožil svou nejúspěšnější sezonu. Po těsném druhém místě v Monte Carlu, zvítězil v Portugalsku, na Korsice a v Katalánsku. Další dobré výsledky v průběhu sezony mu na jejím konci umožnili boj o titul mistra světa. Na RAC Rallye 1993 byl ale úspěšnější Juha Kankkunen, a tak se musel spokojit s titulem vicemistra.
Delecourův kredit tedy opět stoupl a pro sezonu Mistrovství světa v rallye 1994 byl považován za jednoho z hlavních kandidátů na titul. První místo z Monte Carla tyto prognózy jen potvrzovalo, ale potom se k Delecourovi otočilo štěstí zády. V Portugalsku odstoupil pro poruchu z prvního místa a ještě horší zážitek ho potkal před oblíbenou Korsikou. Týden před jejím startem měl v běžném provozu nezaviněnou autonehodu. Delecour utrpěl zranění, kvůli kterým byl nucen vynechat velkou část sezony 1994 a šance na titul se rozplynuly.
V roce Mistrovství světa v rallye 1995 se mu už se spolujezdkyní Catherine Françoisovou k titulu přiblížit nepodařilo (nejlepší výsledek dvě 2. místa – Rallye Monte Carlo 1995, Korsická rallye 1995) a celkově se mezi jezdci umístil na 4. místě. Zároveň ale kvůli omezenému rozpočtu týmu postupně klesala i konkurenceschopnost Escortu.

### Peugeot
Pro rok Mistrovství světa v rallye 1996 tak Delecour podepsal smlouvu s týmem Peugeot Sport. Peugeot měl však k dispozici jen model 306 Maxi s pohonem předních kol a atmosférickým motorem a do seriálu MS se tak zapojoval jen na asfaltových rallye. Peugeot se zajímal především o francouzské mistrovství, ve kterém bojoval proti Megane Maxi konkurenčního týmu Renault Sport. Zde Delecour opět s Grataloupem narazili na velkého soupeře v podobě týmového kolegy Panizziho. Přestože se Delecour v sezonách 1996 a Mistrovství světa v rallye 1997 umístil na 3. místě ve francouzském mistrovství, Panizzi dokázal vždy získat titul. Třetí člen týmu Peugeot – velmi zkušený François Chatriot byl frustrován z tempa svých kolegů a tým už v roce 1996 opustil.
V obdobném programu Peugeot pokračoval i v sezoně Mistrovství světa v rallye 1998. Delecour se opět zúčastnil jen čtyř závodů MS (nejlepším umístěním bylo 2. místo z Korsiky), ale cítil novou šanci v příští sezoně, pro kterou Peugeot připravoval návrat do MS s novým modelem Peugeot 206 WRC. Přestože Peugeot startoval v letech 1996–1998 na MS jen v několika závodech, dokázali jeho jezdci na Rallye Monte Carlo 1998, Korsice, San Remu a Katalánské rallye vybojovat několik pódiových umístění. Pro Peugeot 306 Maxi toto byla poslední sezona, přesto se však stal Delecourovým nejoblíbenějším vozem jeho kariéry.
Sezona Mistrovství světa v rallye 1999 však Delecourovo očekávání nenaplnila a stále ho trápily dětské nemoci nového vozu, zejména potom elektronika, která ho připravila o boj o vítězství na Korsice i San Remu. Jelikož jeho sezona za Peugeot startovala právě až na Korsice, absolvoval Rallye Monte Carlo 1999 se soukromým vozem Ford Escort WRC (4. místo). Mimo jiné startoval například i na Rally Corte Ingles na Kanáských ostrovech s Toyotou Corrolla WRC.
V Mistrovství světa v rallye 2000 problémy vozu neustávaly a Delecour se dostal do stínu nové hvězdy u Peugeotu – Marcuse Grönholma. Navíc musel bojovat se svým stálým rivalem a kolegou Panizzim. Delecour byl dvakrát třetí na Kypru a v Austrálii a dvakrát druhý na Korsice a v San Remu, ale Panizzi kontroval a na Korsice i v San Remu Delecoura porazil. Delecour byl Panizziovými časy velmi rozladěn a nařkl ho z nepovoleného tréninku. François vysvětluje: „Před závodem byl v San Remu údajně na dovolené, ale když jsme se první den ráno při seznamovacích jízdách sešli, jeho spolujezdec měl všechny nové úseky již napsané…“ Výrazně napjaté vztahy mezi Delecourem, Panizzim a manažerem týmu Jean-Pierrem Nicolasem po sezoně vyvrcholily koncem Delecoura u Peugeot Sportu.

### Konec kariéry
Naštěstí Delecour nezůstal na „dlažbě“ dlouho a pro rok Mistrovství světa v rallye 2001 se ho ujal opět tovární tým Fordu. Na pozici třetího jezdce dojel v Monte Carlu 3. a ve zbytku sezony pravidelně dojížděl na bodech. Celkově skončil 9. mezi jezdci.
V závěru své kariéry se nedohodl s Malcolmem Wilsonem na dalším pokračování ve Fordu, a tak ho čekal v roce Mistrovství světa v rallye 2002 poslední přestup. Zvážil nabídky od Hyundaie i Citroënu a nakonec zamířil do továrního týmu Mitsubishi Ralliart, kde měl společně s týmovým kolegou Alisterem McRaem pomoci s vývojem nového vozu. Mitsubishi Lancer EVO VII WRC ale za konkurencí výrazně zaostával a François na něj nešetřil slovy kritiky. Nejlepším výsledkem pro něj bylo 7. místo na Korsice. Za volantem tohoto vozu zároveň zažil svou nejtěžší nehodu, když v Austrálii v plné rychlosti najel na kámen uvnitř zatáčky, opustil trať a zdemoloval vůz o několik stromů. Spolujezdec Grataloup musel být s mnohočetnými zlomeninami odvezen do nemocnice a na závěrečné britské rally ho poměrně neúspěšně zastoupil kolega Dominique Savignoni (se kterým Delecour startoval již na několika závodech v roce 1999 se soukromým Escortem). Po kotrmelci si za svůj opožděný diktát vysloužil od Françoise několik ostrých slov. Působením u Mitsubishi tak Delecourova kariéra v MS skončila.
Nebyl to však konec úplný a François sporadicky startoval na podnicích mimo MS, např. na Rali Vinho da Madeira 2003 se svou bývalou spolujezdkyní Anne Chantal Pauwels (3. místo) či Rallye International du Valais 2005 (2. místo). V roce 2007 dostal nabídku na starty v mistrovství Francie s Porsche 996 GT3 týmu RS Autosport, čemuž neodolal a za podpory firmy Canéo odjel několik závodů. Firma Canéo však za čas své plány přehodnotila a přestala jeho starty podporovat. Delecoura však Porsche oslovilo natolik, že se snažil přesvědčit mezinárodní automobilovou federaci o jeho připuštění na start Rallye Monte Carlo s vozem skupiny GT, které v MS nemohou startovat. Bohužel však neúspěšně. Od konce profesionální kariéry vyzkoušel i jiné disciplíny, jako byla například dálková Rally Transorientale 2008, které se zúčastnil s buggy týmu SMG. Startoval na Rallye Monte Carlo 2011 s vozem Peugeot 207 S2000 a na Rallye Monte Carlo 2012 s vozem Ford Fiesta RS WRC.

## Vzpomínka Colina McRae
| „ | François je, jak to říct, no prostě jiný… Než přišel k Fordu, tak jsem ho moc neznal. Panovaly o něm ale neuvěřitelné historky. Byla s ním opravdu zábava. Osobně jsem ale moc nevěděl, co si o něm myslet. Populární byla třeba historka o tom, že jedl v motorhomu a všichni ostatní museli jít ven. Nebo jak vyhodil postel z hotelového pokoje, protože s ní nebyl spokojen. Když prostě měl tuhle náladu, nebylo dobré ho potkat. Jeden takový klasický záchvat jsme zažili na Kypru 2001, když vyletěl ven a vzteky utrhl řadicí páku. | “ |

## Vítězství v MS
- Portugalská rallye 1993 (Ford Escort RS Cosworth)
- Korsická rallye 1993 (Ford Escort RS Cosworth)
- Španělská rallye 1993 (Ford Escort RS Cosworth)
- Rallye Monte Carlo 1994 (Ford Escort RS Cosworth)

## Výsledky

### WRC
| Rok  | Tým                           | Vůz                         | 1       | 2       | 3       | 4       | 5       | 6       | 7      | 8       | 9       | 10     | 11      | 12      | 13      | 14      | Poz. | Body |
| ---- | ----------------------------- | --------------------------- | ------- | ------- | ------- | ------- | ------- | ------- | ------ | ------- | ------- | ------ | ------- | ------- | ------- | ------- | ---- | ---- |
| 1984 | François Delecour             | Talbot Samba                | MON 67  | SWE     | POR     | KEN     | FRA     | GRE     | NZL    | ARG     | FIN     | ITA    | CIV     | GBR     |         |         | NC   | 0    |
| 1985 | François Delecour             | Peugeot 205 GTi             | MON Ret | SWE     | POR     | KEN     | FRA     | GRE     | NZL    | ARG     | FIN     | ITA    | CIV     | GBR     |         |         | NC   | 0    |
| 1986 | François Delecour             | Peugeot 205 GTi             | MON Ret | SWE     | POR     | KEN     | FRA     | GRE     | NZL    | ARG     | FIN     | CIV    | ITA     | GBR     | USA     |         | NC   | 0    |
| 1987 | François Delecour             | Peugeot 205 GTi             | MON 20  | SWE     | POR     | KEN     | FRA     | GRE     | USA    | NZL     | ARG     | FIN    | CIV     | ITA     | GBR     |         | NC   | 0    |
| 1990 | Peugeot France                | Peugeot 309 GTI             | MON 9   | POR     | KEN     | FRA Ret | GRE     | NZL     | ARG    | FIN     | AUS     | ITA    | CIV     | GBR     |         |         | NC   | 0    |
| 1991 | Q8 Team Ford                  | Ford Sierra RS Cosworth 4x4 | MON 3   | SWE     | POR Ret | KEN     | FRA Ret | GRE Ret | NZL    | ARG     | FIN     | AUS    | ITA 4   | CIV     | ESP 3   | GBR 6   | 7.   | 40   |
| 1992 | Ford Motor Co. Ltd.           | Ford Sierra RS Cosworth 4x4 | MON 4   | SWE     | POR Ret | KEN     | FRA 2   | GRE 5   | NZL    | ARG     | FIN Ret | AUS    | ITA 3   | CIV     | ESP Ret | GBR     | 6.   | 45   |
| 1993 | Ford Motor Co. Ltd.           | Ford Escort RS Cosworth     | MON 2   | SWE     | POR 1   | KEN     | FRA 1   | GRE Ret | ARG    | NZL 2   | FIN     | AUS 3  | ITA Ret | ESP 1   | GBR 4   |         | 2.   | 112  |
| 1994 | Ford Motor Co. Ltd.           | Ford Escort RS Cosworth     | MON 1   | POR Ret | KEN     | FRA     | GRE     | ARG     | NZL    | FIN 4   | ITA Ret | GBR EX |         |         |         |         | 8.   | 30   |
| 1995 | R.A.S. Ford                   | Ford Escort RS Cosworth     | MON 2   | SWE Ret | POR Ret | FRA 2   | NZL 6   | AUS Ret | ESP 4  | GBR Ret |         |        |         |         |         |         | 4.   | 46   |
| 1996 | Ford Motor Co. Ltd.           | Ford Escort RS Cosworth     | SWE 11  | KEN     | IDN     | GRE     | ARG     | FIN     | AUS    | ITA     | ESP     |        |         |         |         |         | NC   | 0    |
| 1997 | Peugeot Sport                 | Peugeot 306 Maxi            | MON     | SWE     | KEN     | POR     | ESP EX  | FRA 4   | ARG    | GRE     | NZL     | FIN    | IDN     | ITA     | AUS     | GBR     | 19.  | 3    |
| 1998 | Peugeot Sport                 | Peugeot 306 Maxi            | MON 10  | SWE     | KEN     | POR     | ESP 8   | FRA 2   | ARG    | GRE     | NZL     | FIN    | ITA Ret | AUS     | GBR     |         | 10.  | 6    |
| 1999 | François Delecour             | Ford Escort WRC             | MON 4   |         |         |         |         |         |        |         |         |        |         |         |         |         | 16.  | 3    |
| 1999 | Peugeot Esso                  | Peugeot 206 WRC             |         | SWE     | KEN     | POR     | ESP     | FRA Ret | ARG    | GRE Ret | NZL     | FIN 9  | CHN     | ITA Ret | AUS Ret | GBR Ret | 16.  | 3    |
| 2000 | Peugeot Esso                  | Peugeot 206 WRC             | MON Ret | SWE 7   | KEN     | POR 5   | ESP 7   | ARG 13  | GRE 9  | NZL Ret | FIN 6   | CYP 3  | FRA 2   | ITA 2   | AUS 3   | GBR 6   | 6.   | 24   |
| 2001 | Ford Motor Co. Ltd.           | Ford Focus RS WRC 01        | MON 3   | SWE 5   | POR 5   | ESP 6   | ARG 7   | CYP Ret | GRE 5  | KEN 4   | FIN Ret | NZL 12 | ITA 6   | FRA 10  | AUS Ret | GBR     | 9.   | 15   |
| 2002 | Marlboro Mitsubishi Ralliart  | Mitsubishi Lancer WRC       | MON 9   | SWE 34  | FRA 7   | ESP 9   | CYP 13  | ARG Ret | GRE 11 | KEN Ret |         |        |         |         |         |         | NC   | 0    |
| 2002 | Marlboro Mitsubishi Ralliart  | Mitsubishi Lancer WRC2      |         |         |         |         |         |         |        |         | FIN Ret | GER 9  | ITA 10  | NZL 9   | AUS Ret | GBR Ret | NC   | 0    |
| 2012 | M-Sport Ford World Rally Team | Ford Fiesta RS WRC          | MON 6   | SWE     | MEX     | POR     | ARG     | GRE     | NZL    | FIN     | GER     | GBR    | FRA     | ITA     | ESP     |         | 18.  | 8    |
| 2014 | François Delecour             | Ford Fiesta RS WRC          | MON Ret | SWE     | MEX     | POR     | ARG     | ITA     | POL    | FIN     | GER     | AUS    |         |         |         |         | NC   | 0    |
| 2014 | François Delecour             | Porsche 997 GT3             |         |         |         |         |         |         |        |         |         |        | FRA 37  | ESP     | GBR     |         | NC   | 0    |
| 2015 | François Delecour             | Porsche 997 GT3             | MON 23  | SWE     | MEX     | ARG     | POR     | ITA     | POL    | FIN     | GER 53  | AUS    | FRA 19  | ESP     | GBR     |         | NC   | 0    |
| 2016 | François Delecour             | Peugeot 207 S2000           | MON 16  | SWE     | MEX     | ARG     | POR     | ITA     | POL    | FIN     | GER     | CHN    | FRA     | ESP     | GBR     | AUS     | NC   | 0    |
| 2017 | François Delecour             | Fiat 124 Abarth Rally RGT   | MON Ret | SWE     | MEX     | FRA 19  | ARG     | POR     | ITA    | POL     | FIN     | GER    | ESP     | GBR     | AUS     |         | NC*  | 0*   |

### iRC
| Rok  | Tým                        | Vůz               | 1     | 2   | 3   | 4      | 5   | 6   | 7   | 8     | 9   | 10  | 11  | 12  | 13  | Poz | Body |
| ---- | -------------------------- | ----------------- | ----- | --- | --- | ------ | --- | --- | --- | ----- | --- | --- | --- | --- | --- | --- | ---- |
| 2011 | Enjolras Sport             | Peugeot 207 S2000 | MON 5 | CAN | COR | UKR    | YPR | AZO | ZLI | MEC   | SAN | SCO | CYP |     |     | 19. | 10   |
| 2012 | Renault Sport Technologies | Renault Mégane RS | AZO   | CAN | IRL | COR 15 | ITA | YPR | SMR |       |     |     |     |     |     | 25. | 15   |
| 2012 | Munaretto Sport            | Peugeot 207 S2000 |       |     |     |        |     |     |     | ROM 3 | ZLI | YAL | SLI | SAN | CYP | 25. | 15   |

### ERC
| Rok  | Tým           | Vůz               | 1      | 2      | 3   | 4   | 5      | 6       | 7      | 8   | 9   | 10  | 11  | 12  | Poz | Body |
| ---- | ------------- | ----------------- | ------ | ------ | --- | --- | ------ | ------- | ------ | --- | --- | --- | --- | --- | --- | ---- |
| 2013 | Kronos Racing | Peugeot 207 S2000 | JÄN 73 | LIE 38 | CAN | AZO | COR 56 | YPR DNS | ROM 29 | ZLÍ | POL | CRO | SAN | VAL | 4.  | 75   |

### FIA R-GT Cup
| Year | Entrant           | Car             | 1       | 2     | 3     | 4     | 5       | Pos. | Points |
| ---- | ----------------- | --------------- | ------- | ----- | ----- | ----- | ------- | ---- | ------ |
| 2015 | François Delecour | Porsche 997 GT3 | MON 1   | BEL 2 | GER 2 | FRA 1 | SUI Ret | 1.   | 86     |
| 2017 | François Delecour | Fiat 124 R-GT   | MON Ret | FRA 2 | CZE   | ITA   | SUI     | 4.   | 18     |

### ERX
| Rok  | Divize   | Tým               | Vůz           | 1   | 2   | 3   | 4   | 5   | 6     | 7   | 8   | 9   | 10  | 11  | ERX | Points |
| ---- | -------- | ----------------- | ------------- | --- | --- | --- | --- | --- | ----- | --- | --- | --- | --- | --- | --- | ------ |
| 1992 | Divize 2 | François Delecour | Ford RS200 E2 | GBR | AUT | POR | FIN | SWE | FRA 3 | IRE | BEL | NED | NOR | GER | 23. | 15     |